# Gregory Crewdson

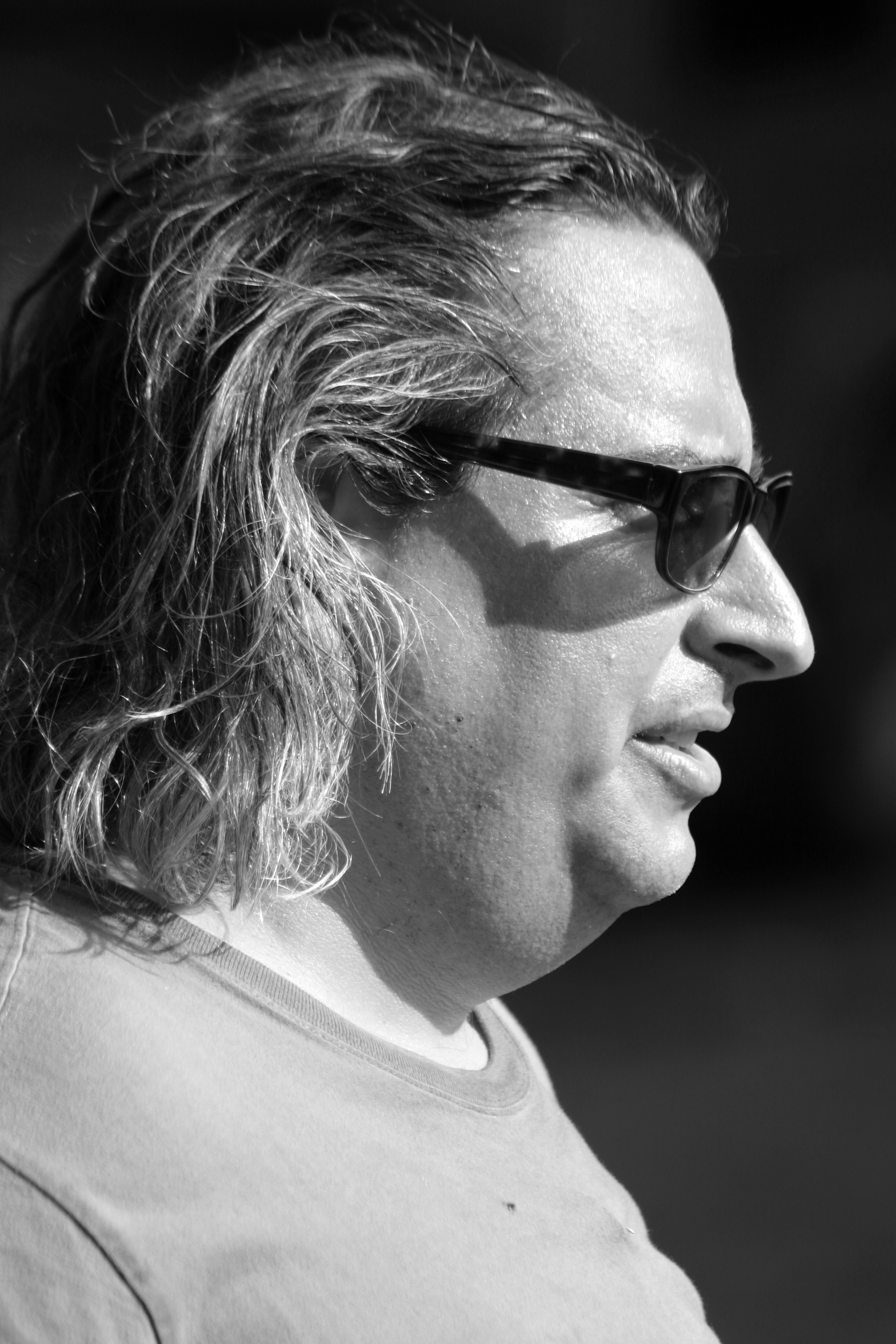
Gregory Crewdson, Juli 2007

Gregory Crewdson (* 26. September 1962 in Brooklyn) ist ein US-amerikanischer Fotograf.

## Leben
Crewdson wurde als Sohn eines Psychoanalytikers in Brooklyn geboren. Er besuchte die John Dewey High School und das State University of New York at Purchase College. Hier begann er sich für Kunst und Fotografie zu interessieren und experimentierte erstmals mit künstlerischer Fotografie. 1988 beendete er sein Studium an der Yale University School of Art mit einem M. F. A. in Fotografie.
Während seiner Jugendzeit war Crewdson Mitglied einer Punk-Rock Gruppe aus New York namens The Speedies, die vor allem während der 1970er Jahre Bestand hatte. Ihr Lied Let Me Take Your Photo aus dem Jahre 1979 gilt als einer seiner Anstöße zum Fotografieren.
Auch der Beruf seines Vaters inspirierte Crewdson zu seinen Fotografien. Dessen Praxis befand sich in einem Teil des Elternhauses, wodurch Crewdson die bedeutungsschwere Atmosphäre und Teile der Gespräche mit den Patienten mitbekam. Er empfand diese als unheimlich und mysteriös, er konnte sie zwar nicht verstehen, doch dadurch erschienen sie noch geheimnisvoller. Crewdson selber bezeichnet diese Erlebnisse als prägende Erfahrung seiner Kindheit und bis heute haben sie Einfluss auf die Aspekte der Psychologie in seiner Kunst.
Repräsentiert wird Crewdson weltweit von der Gagosian Gallery in New York und der White Cube Gallery in London.
Seit 1993 lehrt er neben verschiedenen anderen Universitäten bis heute an der Yale University.
Bisher besteht Crewdsons Arbeit ausschließlich aus Fotografien und den zugehörigen Büchern. Zu der Frage, ob eine filmische Arbeit in Zukunft denkbar sei, macht er keine klare Angaben.

## Arbeitsweise und Stil
In seinen Werken befasst Crewdson sich mit der Vermischung von Realität und Traum, mit dem Befremdlichen im alltäglichen Leben. Oft verbindet er dabei Naturelemente mit städtischen Aspekten, wobei sich seine früheren Werke hauptsächlich in der Natur abspielen, während später die Natur als mysteriöses Element in den Lebensraum der Menschen eindringt.
Als diesen Lebensraum wählt er vornehmlich die urbanen Vorstädte der USA, in denen Ängste, Sehnsüchte und Begierden verborgen sind. Dort erschafft er Szenen, die Angst erzeugen, ähnlich wie David Lynch in seinem Film Blue Velvet, den Crewdson als Inspiration für seine Arbeit bezeichnet. Lynch zeigt einen typischen Vorgarten mit alltäglich scheinenden Menschen, der aber durch verfremdende Details unheimlich wirkt. Die unheimliche Atmosphäre ist dabei oft nicht klar zu erklären, sie besteht bei Crewdson vor allem in den unterdrückten Gefühlen und Spannungen zwischen Menschen, aus dem Unausgesprochenen unter der Oberfläche. Sie ist eher zu fühlen als zu sehen.
Crewdson entwickelte eine sehr persönliche Bildsprache: Die dargestellten Menschen wirken oft verloren in ihrer eigentlich heimischen Umgebung. Teilweise gehen sie wie unter Zwang Tätigkeiten nach, die durch das Fremde unterbrochen wurden oder sinnlos erscheinen und oft stehen sie nur in Trance inmitten der surrealen Situation.
Teilweise ähneln die Atmosphäre und die dargestellten Szenen auch an Steven Spielbergs Unheimliche Begegnungen der dritten Art. Bei diesem Vorbild Crewdsons handelt es sich um Szenen, bei denen das Leben einer Vorstadtfamilie durch die mysteriösen Aktivitäten von Außerirdischen durchbrochen wird. Obwohl tatsächliche Referenzen auf Außerirdische bei Crewdson selten sind, ähneln sich Stimmung, Orte, Licht, Art der Geschehnisse und Menschen teilweise sehr.
Weitere Künstler, die Crewdson als Einflüsse auf seine Arbeit nennt, sind der Maler Edward Hopper sowie die Fotografin Diane Arbus.
Crewdson sagt, seine Kunst sei nicht gesellschaftskritisch gemeint, sondern beziehe sich lediglich auf die persönlichen, psychischen Aspekte der Menschen.
Eine wichtige Rolle in Crewdsons Inszenierungen spielt auch das Licht. Er entwirft eine regelrechte Lichtchoreografie, die in ihren verschiedenen Teilen den unheimlichen Aspekt der Werke unterstreicht. Oftmals wirkt das Licht diffus und es lässt sich keine sinnvolle Lichtquelle erkennen. Ungereimtheiten entstehen bei den erkennbaren Lichtquellen, dessen Schein nicht mit der Beleuchtung der Szene zusammenpasst, Natur- und Kunstlicht scheinen nebeneinander vorhanden zu sein.
Einer seiner Einflüsse bei diesem Aspekt war der Regisseur Alfred Hitchcock, der in seinen Filmen wie zu Beispiel Vertigo das Licht symbolisch einsetzt und damit die Stimmung der Szene verändert. Emotionen und Zusammenhänge werden durch die Intensität oder Farbgebung unterstrichen oder verändert.
Die Fotoserien Crewdsons bestehen meist nur aus wenigen Fotografien, da der Inszenierungsaufwand für jedes Foto außergewöhnlich hoch ist. Vor allem in den späteren Werken arbeitet er in großen Sets mit einer filmisch anmutenden Crew aus Experten und sogar teilweise bekannten Schauspielern. Das Erkennen dieser Schauspieler erzielt laut Crewdson neben dem besseren Ausdruck einen interessanten Effekt bei den Betrachtern. Es erfolgt meist erst nach längerer Betrachtung des Bildes und gibt der Situation dann etwas Neues, eine Veränderung durch die Person, die man außerhalb der dargestellten Szene zu kennen glaubt. Das, was man sieht und woran man sich erinnert, werden untrennbar vermischt in der von Crewdson geschaffenen Welt.
Trotz der aufwendigen Inszenierung bezeichnet Crewdson seinen Arbeitsprozess als intuitiv und damit auch die Erschließung durch den Betrachter.
Das Erscheinungsbild der Fotografien wird ebenfalls oft beschrieben, als wäre es eine Momentaufnahme aus einem Hollywood-Film. Es handelt sich meist um große Formate, wodurch der Aufnahmeprozess verändert wird. Bei längerer Betrachtung werden immer mehr Teile wahrgenommen, die die Aussage beeinflussen, ohne jedoch immer klar erfassbar zu sein. Crewdson arbeitet in seine Inszenierung viele Details ein, die den Eindruck erwecken, dass hinter der Szene ein Ereignis steckt und sie nicht um der Ästhetik willen abgelichtet wurde.
Diese Details sind auch für die Aussage der Fotografien wichtig. Für den Betrachter kann sich durch die verschiedensten Elemente ein Gesamtbild erschließen, es ist jedoch kaum möglich, das Geschehen eindeutig zu erfassen. Ein gutes Beispiel dafür ist das Werk Ophelia aus der Serie Twilight. Auf dem Bild liegt eine anscheinend tote Frau in ihrem überfluteten Haus. Die Szene scheint erst wenig Sinn zu ergeben, doch mit längerer Betrachtung erscheinen mehr und mehr Hinweise auf die Geschehnisse. Verstreute Gebrauchsgegenstände, brennendes Licht und Objekte, die von außerhalb zu kommen scheinen wie einige Blumen, nehmen jedoch nicht die Atmosphäre aus dem Bild, sondern verstärken die diffuse Angst. Alles wirkt, als müsste es eine Lösung geben, doch stattdessen bleibt die Szene surreal. Die Aussage in Crewdsons Werken bleibt also immer offen. Er schafft eine Art Traumwelt, in der seine Wahrheiten präsentiert werden, die jedoch nie klar zu erfassen sind, so dass der Betrachter aufgefordert scheint, nach einem Sinn zu suchen. Aus der gewünschten instinktiven Erfassung ergibt sich damit das Vorherrschen der Gefühle innerhalb der Werke. Die Wirkung wird eher durch die Atmosphäre erzeugt als durch klare Aussagen zur Intention.

## Werke
- Early Works (1986–1988)
- Natural Wonder (1992–1997)
- Fireflies (1996)
- Hover (1996–1997)
- Twilight (1998–2002)
- Dream House (2002)
- Beneath the Roses (2003–2008)
- Sanctuary (2009–2010)
- Cathedral of the Pines (2016)[7]

## Ausstellungen (Auswahl)
- 2005: Hannover, Kunstverein
- 2006: Krefeld, Haus Lange, Haus Esters
- 2006: Fotomuseum Winterthur
- 2006: Linz, Landesgalerie
- 2007: Göteborg, Kunstmuseum, Hasselblad Centre
- 2007: FOTO.KUNST, Essl Museum – Kunst der Gegenwart, Klosterneuburg/Wien
- 2010: Unheimliche Wirklichkeiten – Duane Hanson und Gregory Crewdson, Baden-Baden, Museum Frieder Burda
- 2010: CORSO. Werke der Sammlung Essl im Dialog, Essl Museum – Kunst der Gegenwart, Klosterneuburg/Wien
- 2011: In a Lonely Place, C/O Berlin
- 2012: Melbourne, Centre for Contemporary Photography
- 2013: Brisbane, Institute of Modern Art
- 2016: New York, Gagosian Gallery NY
- 2017: London, The Photographers’ Gallery[8]
- 2024: Wien, Albertina

## Auszeichnungen
- 2009: Deutscher Fotobuchpreis für Beneath the Roses. Werke 2003 – 2007
- 2004: Skowhegan Medal for Photography
- 1992: National Endowment for the Arts Visual Artists Fellowship
- 1991: Aaron Siskind Fellowship[9]